# Aeroportul Internațional Regina
Aeroportul Internațional Regina (IATA: YQR, ICAO: CYQR) este un aeroport din Saskatchewan, Canada ce deservește zona Regina. Aeroportul a fost tranzitat în 2022 de 764.128 de pasageri. A fost deschis în 1928 și numit după zona deservită.
Situat la o altitudine de 577 m, aeroportul dispune de 2 piste. Este operat de Transport Canada⁠(d).

## Infrastructură

### Piste
Aeroportul dispune de 2 piste. Pista 08/26 are suprafața de asfalt. Pista 13/31 are suprafața de asfalt. 